# Altonale

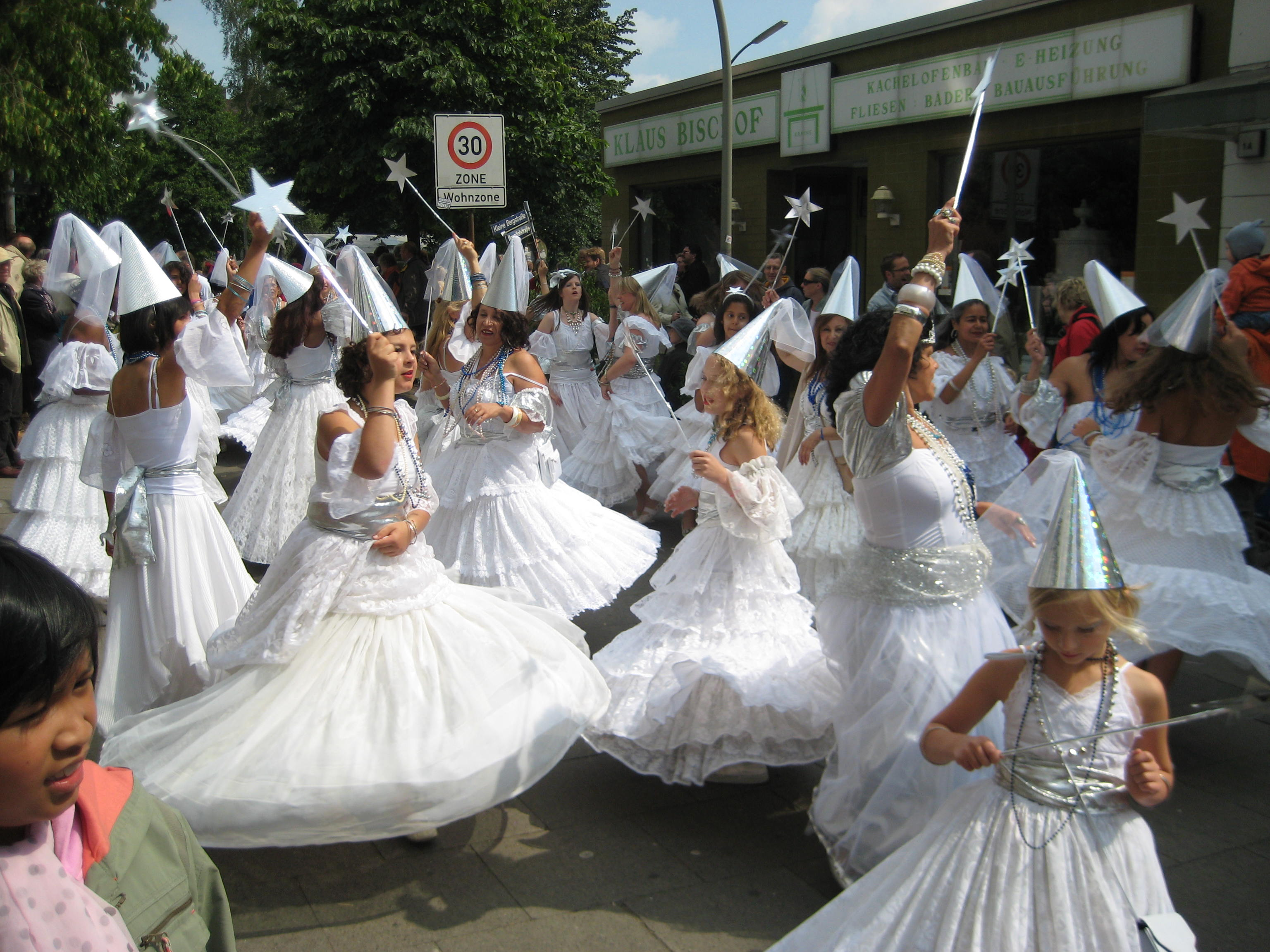
Mädchengruppe bei der spaßparade im Juni 2008

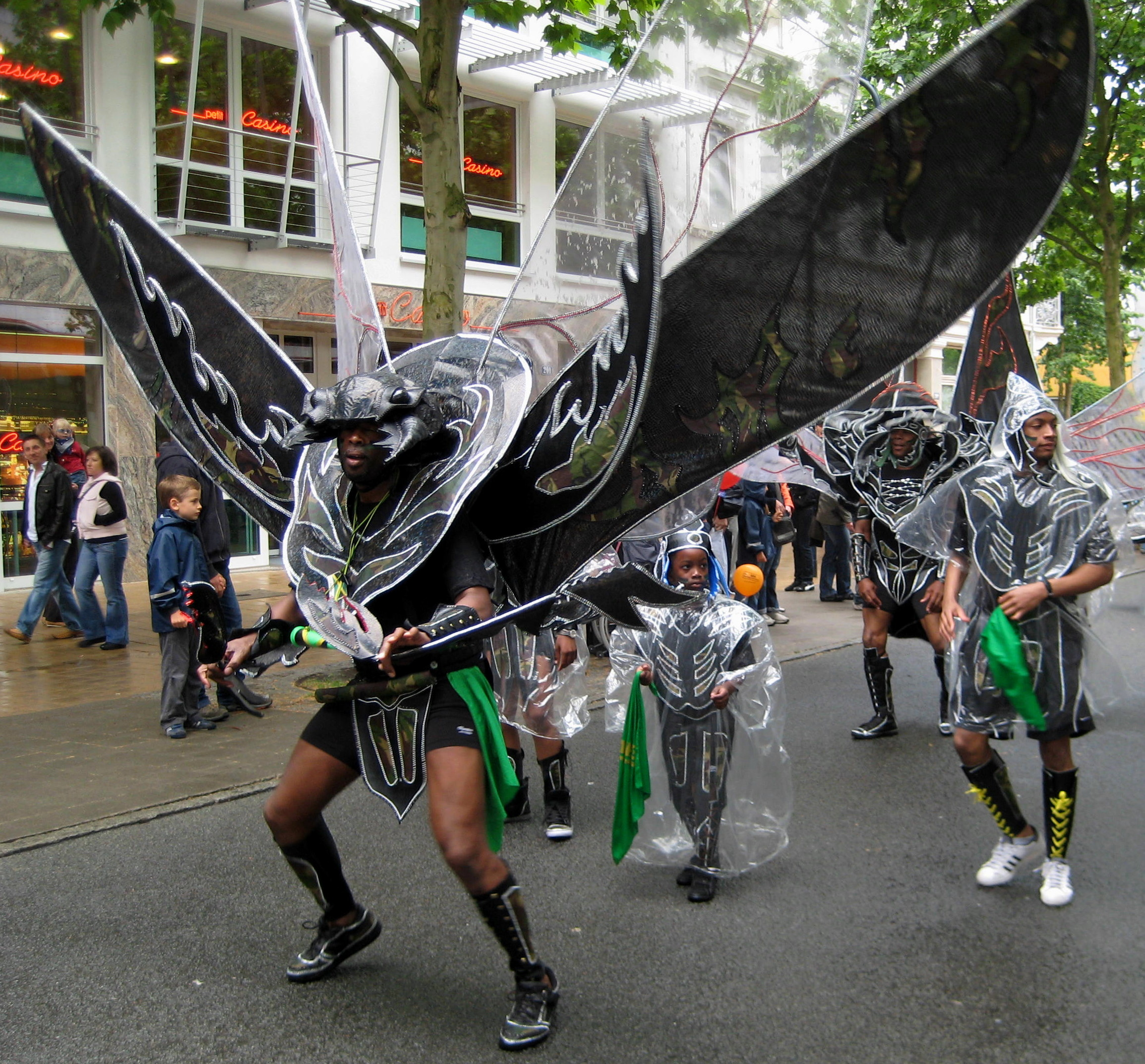
spaßparade 2008

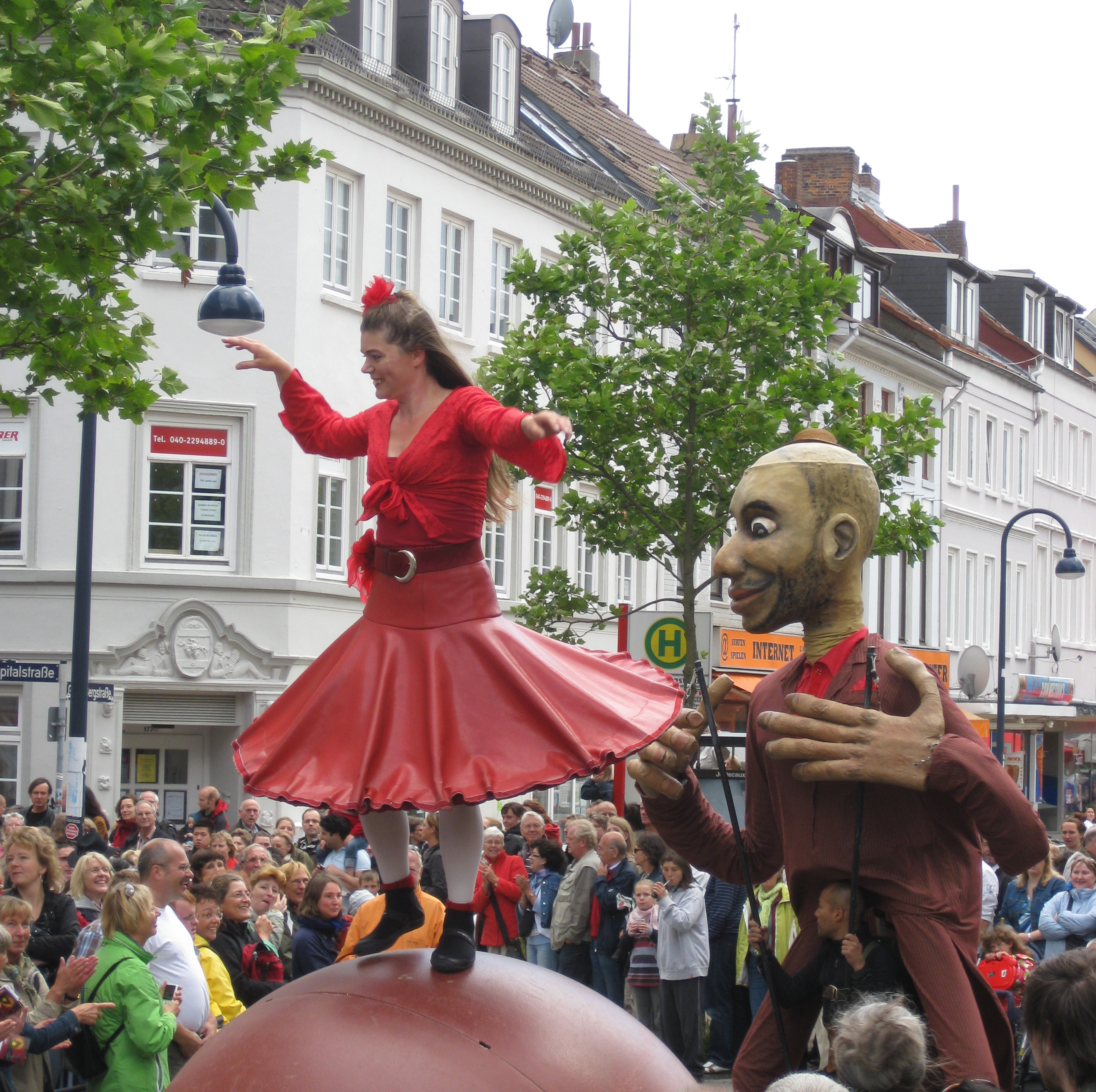
spaßparade 2009

Die altonale ist ein Stadtteil-Kulturfest im Hamburger Bezirk Altona. Es hat bis zu 600.000 Besucher. Höhepunkt der zwei Wochen dauernden Veranstaltung mit einem dreitägigen Straßenfest war bis 2009 die spaßparade am Abschlusssonntag, die 2010 ausgegliedert und zum Kern des neuen STAMP-Festivals im September wurde. Träger der Veranstaltung ist die altonale GmbH.

## Geschichte
Die Vorläuferveranstaltung der altonale fand 1998 aus Anlass der 100-jährigen Bestehens des Altonaer Rathauses statt. Sie wurde von einem externen Veranstalter organisiert, beschränkte sich auf Verkaufsstände in der Ottenser Hauptstraße und fand wenig Anklang in der Bevölkerung. Die Initiative für die altonale im September 1999 ging vom Stadtteil- und Kulturzentrum „Motte“ aus. Vereine, gemeinnützige Organisationen und Unternehmen schlossen sich zusammen; die Veranstaltung hatte 100.000 Besucher. Die altonale 2000 hatte bereits etwa 300.000 Besucher. An der altonale 2002 beteiligten sich 130 Institutionen von politischen Organisationen und Initiativen, Trägereinrichtungen, Schulen und bis zu 100 Geschäfte. Für die Veranstaltung stand ein Budget von 300.000 Euro zur Verfügung.
2008 fand die altonale während der Fußball-Europameisterschaft 2008 statt; in der Neuen Großen Bergstraße wurde für Fußballanhänger ein Großbildschirm aufgestellt.
2009 wurde der vom Bezirksamt Altona erhobene Gebührensatz für die Flächennutzung nach einem Einspruch der Finanzbehörden-Innenrevision wie bei anderen Straßenfesten von sechs auf 30 Cent erhöht. 80 Prozent der höheren Einnahmen flossen jedoch an die altonale zurück.
2009 fand die erste film altonale statt, die vom Filmfest Hamburg unterstützt wird.
An der altonale beteiligen sich europäische Partnerländer. 2006 war dies Polen, 2007 Norwegen, 2008 Finnland, 2010 Österreich und 2011 die Türkei.
Das Veranstaltungsgebiet umfasst den Kernbereich des Bezirks mit Ottensen, Altona-Altstadt und Altona-Nord.

## altonale GmbH
Dem Gründungsverbund, der altonale GbR, gehörten 19 Gesellschafter an, zwölf Sozial- und Kultureinrichtungen sowie sieben Wirtschaftsunternehmen. Seit 2010 fungiert die altonale als GmbH mit 31 Gesellschaftern. Finanziert wird die  altonale zu 60 Prozent aus Einnahmen von Standvermietungen, Anzeigen in Publikationen der  altonale, durch Spenden und Sponsoren sowie Mittel des Bezirksamts Altona und der Hamburger Kulturbehörde. Der Etat 2009 betrug rund 290.000 Euro. Die altonale GmbH gibt zweimal im Jahr das Altona Magazin heraus.

## Veranstaltungen
Die altonale setzt sich aus Veranstaltungen zu mehreren Kulturbereichen zusammen
- altonale straßenfest
- kunst altonale
- literatur altonale
- theater altonale
- film altonale
- musik altonale
- kinder altonale
- Altona tischt auf
- altonale antik- und flohmarkt